# 孔夫拉库尔
孔夫拉库尔（法語：Confracourt，法語發音：[kɔ̃fʁakuʁ]）是法国上索恩省的一个市镇，属于沃苏勒区。

## 地理
孔夫拉库尔（47°39'59"N, 5°52'34"E）面积19.69 平方千米，位于法国勃艮第-弗朗什-孔泰大區上索恩省，该省份为法国东部内陆省份，北起顺时针与孚日省、贝尔福地区省、杜省、汝拉省、科多尔省和上马恩省接壤。
与孔夫拉库尔接壤的市镇（或旧市镇、城区）包括：孔博方丹、科尔诺、拉讷韦勒莱塞、索恩河畔塞和圣阿尔班、沃孔库尔-内沃赞。

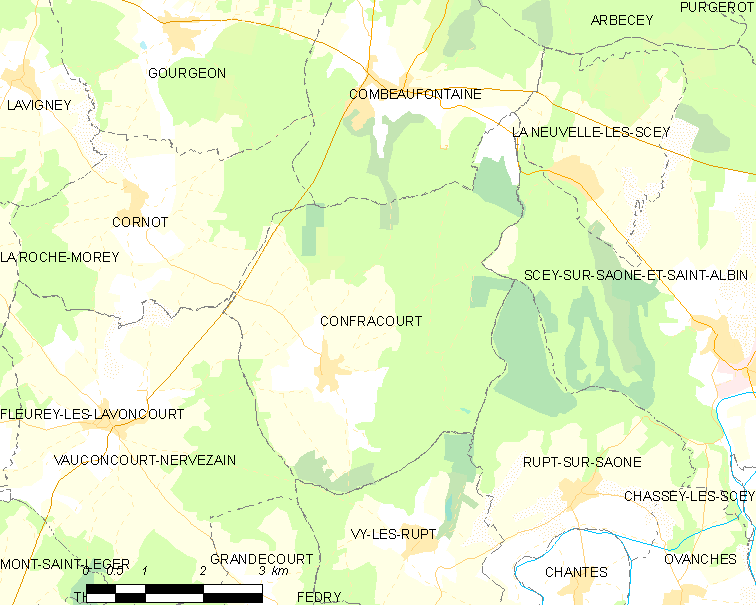
孔夫拉库尔的OSM定位图

孔夫拉库尔的时区为UTC+01:00、UTC+02:00（夏令时）。

## 行政
孔夫拉库尔的邮政编码为70120，INSEE市镇编码为70169。

## 政治
孔夫拉库尔所属的省级选区为瑞塞县。

## 人口

1962-2008年间孔夫拉库尔人口变化图示

孔夫拉库尔于2022年1月1日时的人口数量为212人。